# Arnie Dickins
Arnie Dickins (Kettering (Northamptonshire), 6 de setembro de 1991) é um judoca australiano.
Participou dos Jogos Olímpicos de Verão de 2012 em Londres, mas não obteve medalha em nenhuma das edições, perdendo na sua primeira luta.